# NGC 215
NGC 215 ist eine Elliptische Galaxie vom Hubble-Typ E/S0 im Sternbild Phönix am Südsternhimmel. Sie ist schätzungsweise 364 Millionen Lichtjahre von der Milchstraße entfernt und hat einen Durchmesser von etwa 115.000 Lichtjahren.
Im selben Himmelsareal befindet sich u. a. die Galaxie NGC 212.
Das Objekt wurde am 28. Oktober 1834 von dem britischen Astronomen John Frederick William Herschel entdeckt.